# Amina Ferguen
Amina Ferguen, née le 10 août 1989, est une athlète algérienne. 

## Biographie
Amina Ferguen remporte la médaille de bronze du 100 mètres haies lors des championnats d'Afrique 2010 à Nairobi, puis la médaille d'argent dans cette même discipline aux Jeux panarabes de 2011 à Doha puis aux championnats d'Afrique 2012 à Porto-Novo.
Elle est sacrée championne d'Algérie du 100 mètres haies en 2011.